# Hypergonadisme
Hypergonadisme is een aandoening waarbij er sprake is van hyperfunctie van de gonaden (geslachtsklieren). 
Dit wordt veroorzaakt door een abnormaal testosteronwaarde bij mannen of abnormaal hoge  oestrogeenwaarden bij vrouwen. In sommige gevallen kan hypergonadisme ook worden veroorzaakt door een tumor, die zowel kwaadaardig als goedaardig kan zijn. Anabole steroïden kunnen ook een oorzaak van hoge androgene en/of oestrogene functionele activiteit zijn.
Symptomen van de aandoening zijn onder andere: voortijdige puberteit, versnelde groei bij adolescenten, een hoog libido, hyperseksualiteit, acne, verhoogde agressiviteit en overmatige beharing.